# تيد هوارد (كاتب)
تيد هوارد (بالإنجليزية: Ted Howard؛ ولد عام 1950 في أوهايو) هو ناشط سياسي وكاتب أمريكي. يُعرف بصفته مؤسسًا والمدير التنفيذي لـThe Democracy Collaborative، كما يشغل منصب رئيس مجلس إدارة حملة حماية المحيطات Blue Frontier Campaign.
من عام 2010 حتى 2014، عمل هوارد كزميل مينتر (Minter Senior Fellow) للعدالة الاجتماعية في مؤسسة كليفلاند، حيث ساهم في تطوير مبادرات اقتصادية تهدف إلى تعزيز العدالة الاجتماعية والتنمية المستدامة.

## الجدول الزمني لمسيرته
| السنة | الحدث                                                                                               |
| ----- | --------------------------------------------------------------------------------------------------- |
| 1950  | وُلد في ولاية أوهايو                                                                                 |
| 2000  | أسس منظمة The Democracy Collaborative                                                               |
| 2010  | أصبح زميل مينتر للعدالة الاجتماعية بمؤسسة كليفلاند                                                  |
| 2014  | أنهى فترة زمالته في مؤسسة كليفلاند                                                                  |
| 2020s | واصل قيادة المبادرات البحثية والتنموية في The Democracy Collaborative ورئاسة Blue Frontier Campaign |

## النشاط
يركز هوارد على تطوير نماذج اقتصادية بديلة تدعم التنمية المجتمعية والبيئية. من خلال The Democracy Collaborative، عمل على مشاريع تعاونية في مجال ملكية المجتمع للمؤسسات والشركات المحلية، كما ساهم في مبادرات لحماية البيئة البحرية عبر Blue Frontier Campaign.

## الإرث
يُعد هوارد أحد أبرز الأصوات الداعية لإصلاح النماذج الاقتصادية في الولايات المتحدة نحو مزيد من العدالة الاجتماعية والاقتصاد المجتمعي. وقد حظي عمله بتقدير واسع في الأوساط الأكاديمية والناشطين الاجتماعيين.